# Barbara-Rose Collins
Barbara-Rose Collins (Detroit, 13 aprile 1939 – Detroit, 4 novembre 2021) è stata una politica statunitense, membro della Camera dei Rappresentanti per lo stato del Michigan dal 1991 al 1997.

## Biografia
Nata a Detroit, dopo gli studi la Collins intraprese la carriera politica, inizialmente a livello locale e poi a livello nazionale. Infatti dopo essere stata membro del consiglio comunale di Detroit e deputata alla Camera dei Rappresentanti del Michigan, la Collins venne eletta alla Camera dei Rappresentanti nazionale.
La Collins servì al Congresso quattro mandati, finché nel 1997 dovette abbandonarlo dopo essere stata sconfitta nelle primarie da Carolyn Cheeks Kilpatrick, che venne eletta.
Dopo una pausa dalla politica la Collins tornò al consiglio comunale di Detroit, dove rimase fino al 2009.
È morta di COVID-19 nel 2021.